# Wilhelm Eggler

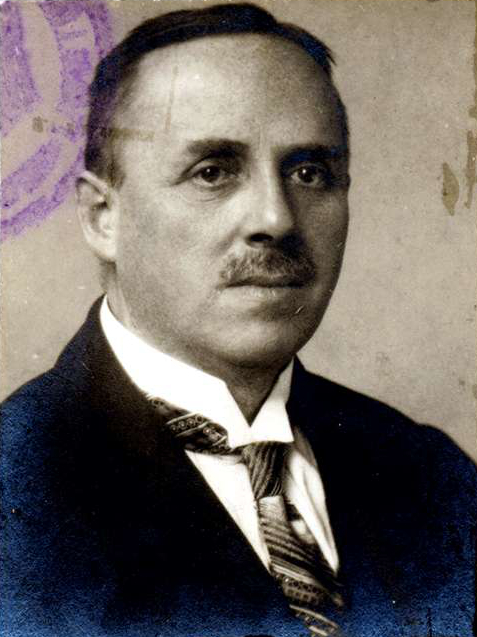
Wilhelm Eggler

Wilhelm Eggler (* 9. September 1876; † 22. März 1935) war ein deutscher Jurist und Politiker (Zentrum).

## Leben
Eggler erhielt eine juristische Ausbildung, trat in den badischen Justizdienst ein und war seit 1924 Direktor des Landgerichtes Offenburg. Ab 1932 lebte er in Konstanz.
Im Oktober 1925 wurde Eggler als Abgeordneter in den Landtag der Republik Baden gewählt, dem er bis 1933 angehörte.